# لیگوتا بیالسکا
لیگوتا بیالسکا (به لاتین: Ligota Bialska) یک روستا در لهستان است که در گمینا بیاوا (استان اوپوله) واقع شده‌است.